# Seelen
Seelen ist eine Ortsgemeinde im Donnersbergkreis in Rheinland-Pfalz. Sie gehört der Verbandsgemeinde Nordpfälzer Land an.

## Geographie
Der Ort liegt am Sattelberg im Nordpfälzer Bergland westlich des Donnersbergs zwischen Kaiserslautern und Bad Kreuznach.

## Geschichte
Bis zur Französischen Revolution gehörte Seelen zum Herzogtum Pfalz-Zweibrücken (Schultheißerei Berzweiler). Nach der Französischen Revolution wurde der Ort in das französische Département Donnersberg eingegliedert. Infolge des Wiener Kongresses war er von 1816 bis 1945 bayerisch. Nach dem Zweiten Weltkrieg war Seelen Teil der französischen Besatzungszone und wurde in das 1946 neu gebildete Land Rheinland-Pfalz eingegliedert.

## Politik

### Gemeinderat
Der Gemeinderat in Seelen besteht aus sechs Ratsmitgliedern, die bei der Kommunalwahl am 9. Juni 2024 in einer Mehrheitswahl gewählt wurden, und dem ehrenamtlichen Ortsbürgermeister als Vorsitzendem.

### Ortsbürgermeister
Ronny Kretschmer wurde am 26. Juli 2024 Ortsbürgermeister von Seelen. Bei der Direktwahl am 9. Juni 2024 hatte er sich mit einem Stimmenanteil von 59,8 % gegen den Amtsinhaber durchgesetzt.
Kretschmers Vorgänger Rainer Degen hatte das Amt am 16. August 2019 von Jürgen Walk übernommen, der zuvor 25 Jahre Ortsbürgermeister von Seelen war.

### Wappen
| Wappen von Seelen | Blasonierung: „Über einem grünen Dreiberg gespalten und links geteilt; rechts in Silber eine rote Kapelle, blau bedacht, mit Treppe, Tür und Fenstern alle golden; links oben in Grün ein gestürzter silberner Anker, unten in Silber ein grüner Weidenbaum.“                                                                           |
| Wappen von Seelen | Wappenbegründung: Der Anker erinnert an die Herren von Reipoltskirchen, zu dessen Herrschaft der Ort gehörte. Der Weidenbaum verweist redend auf den Ortsnamen (Seelen = Salweide). Das heraldisch rechte Gebäude ist das Schulhaus in der Buchenbergstraße 1, das auf ausdrücklichen Wunsch des Ortes in das Wappen aufgenommen wurde. |

## Kultur und Sehenswürdigkeiten

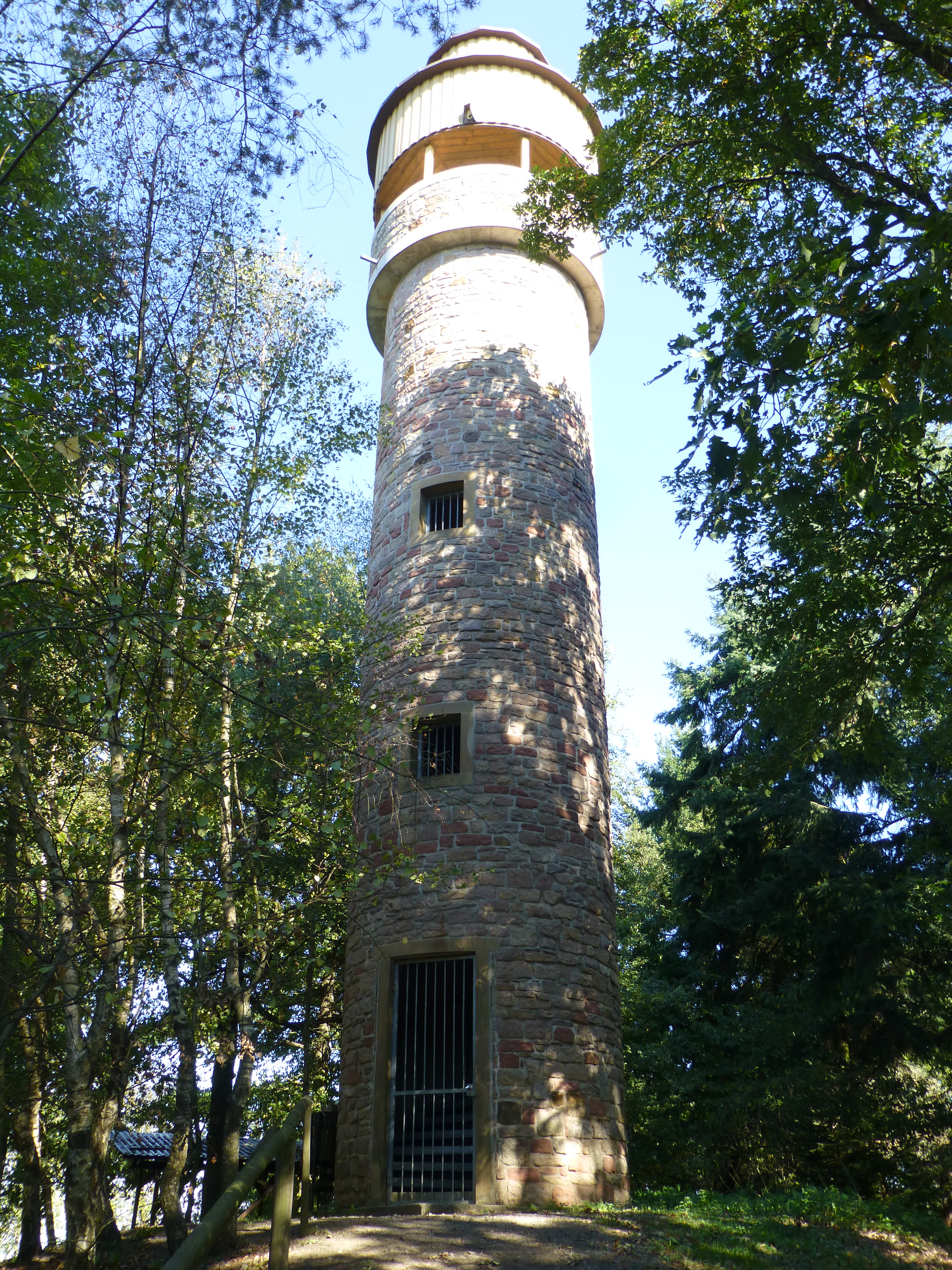
Sattelbergturm bei Seelen

Der Sattelbergturm auf dem südwestlich von Seelen gelegenen Sattelberg ist ein ab 2000 von der Gemeinde errichteter und am 2. Juni 2002 eingeweihter überdachter Aussichtsturm, der seit 2008 mit einer Mobilfunk-Antenne versehen ist und mit dieser eine Höhe von 19,65 m erreicht. Von einer Höhe von 457 m ü. NHN aus hat man einen Rundblick über die Landkreise Kusel, Kaiserslautern und den Donnersbergkreis bis hin zum Hunsrück. Jährlich wird am ersten Wochenende im Juni am Turm das Turmfest mit Hobbykünstlermarkt und Oldtimer Traktoren Ausstellung gefeiert.

## Wirtschaft und Infrastruktur
Über die A 63 im Südosten besteht Anschluss an den Fernverkehr. In Rockenhausen ist ein Bahnhof der Alsenztalbahn.